# Aeroportul Hulunbuir Hailar
Aeroportul Hulunbuir Hailar (IATA: HLD, ICAO: ZBLA) este un aeroport din Mongolia Interioară, Republica Populară Chineză ce deservește zona Hailar District⁠(d). Aeroportul a fost tranzitat în 2022 de 1.215.384 de pasageri.
Situat la o altitudine de 661 m, aeroportul dispune de o singură pistă.